# Benkady Founia
Benkady Founia, o Benkadi Founia, è un comune rurale del Mali facente parte del circondario di Kita, nella regione di Kayes.